# Суфріер
16°02′38″ пн. ш. 61°39′48″ зх. д. / 16.0438° пн. ш. 61.6634° зх. д.
Суфрієр (або Ла-Суфріер) — діючий вулкан на острові Бас-Тер, одному з двох головних островів французького заморського департаменту Гваделупа в Карибському морі. Ла-Суфріер — найвища гора на Малих Антильських островах, висота якої становить 1467 метрів. Він утворює центр гірського масиву Гранд-Декуверт-Ла-Суфрієр, який складається з вулканічних порід, і розташований у національному парку острова площею 17 300 гектарів.
Вулканічний конус піднімається приблизно на 300 м над плато під назвою Savane à Mulets. Конус має діаметр близько 900 м біля основи і близько 400 м на вершині. Конус є єдиною безлісою зоною на Бассе-Тер. У південному кратері сірчаний газ із сольфатар постійно виходить із двох вулканічних кратерів (Гуфр-Таріссан і Гуффр-Дюпюї).

## Інтернет-ресурси
- Soufrière Guadeloupe. Global Volcanism Program. Смітсонівський інститут. (англ.)
- OVSG : Observatoire volcanologique et sismologique de Guadeloupe [Архівовано 2007-10-24 у Wayback Machine.]
- Parc National de la Guadeloupe, manager of the top of the Soufrière [Архівовано 2011-02-03 у Wayback Machine.]

| Гваделупа | Це незавершена стаття з географії Гваделупи. Ви можете допомогти проєкту, виправивши або дописавши її. |